# Tasch Rabat

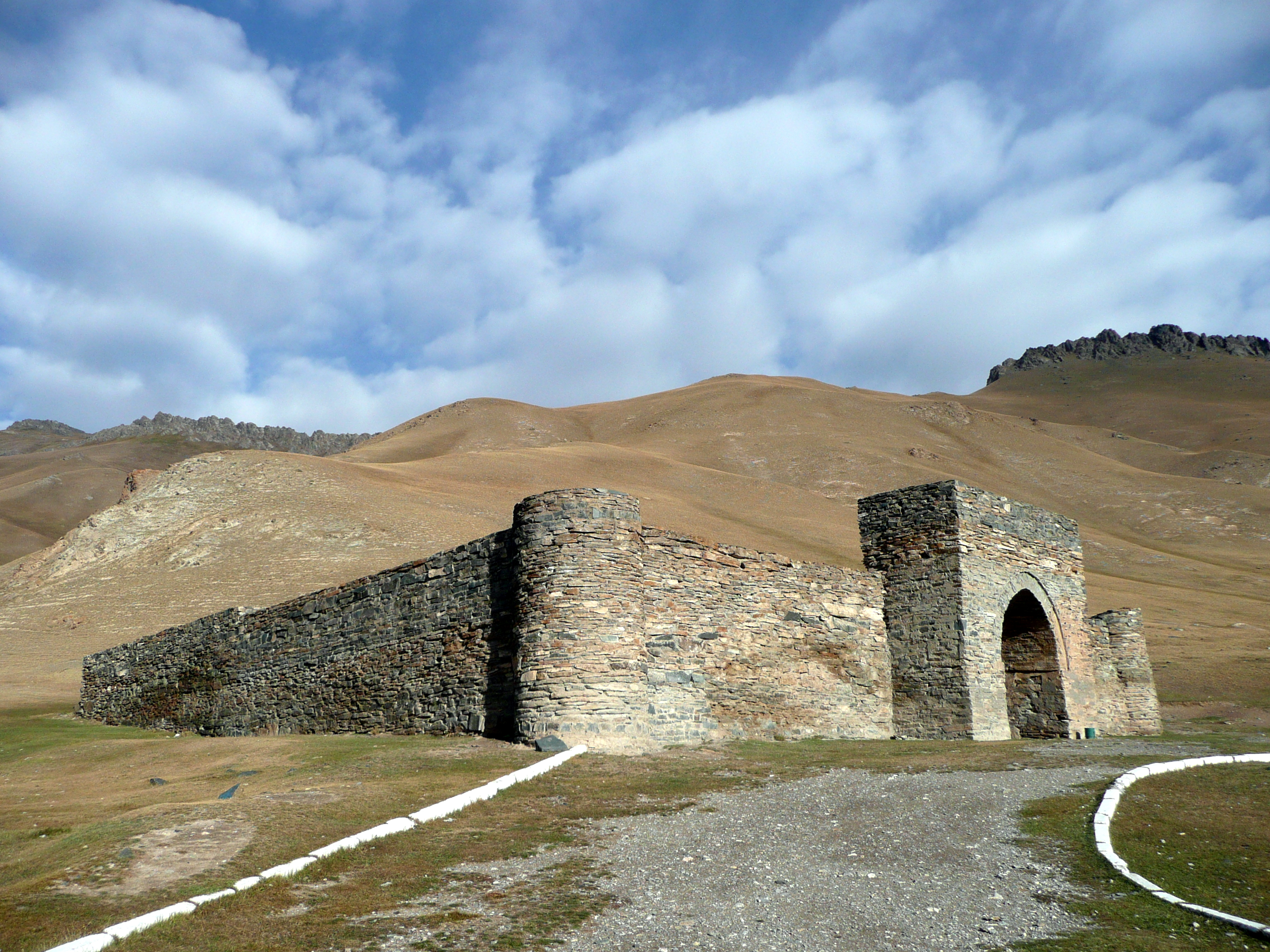
Tasch Rabat im September

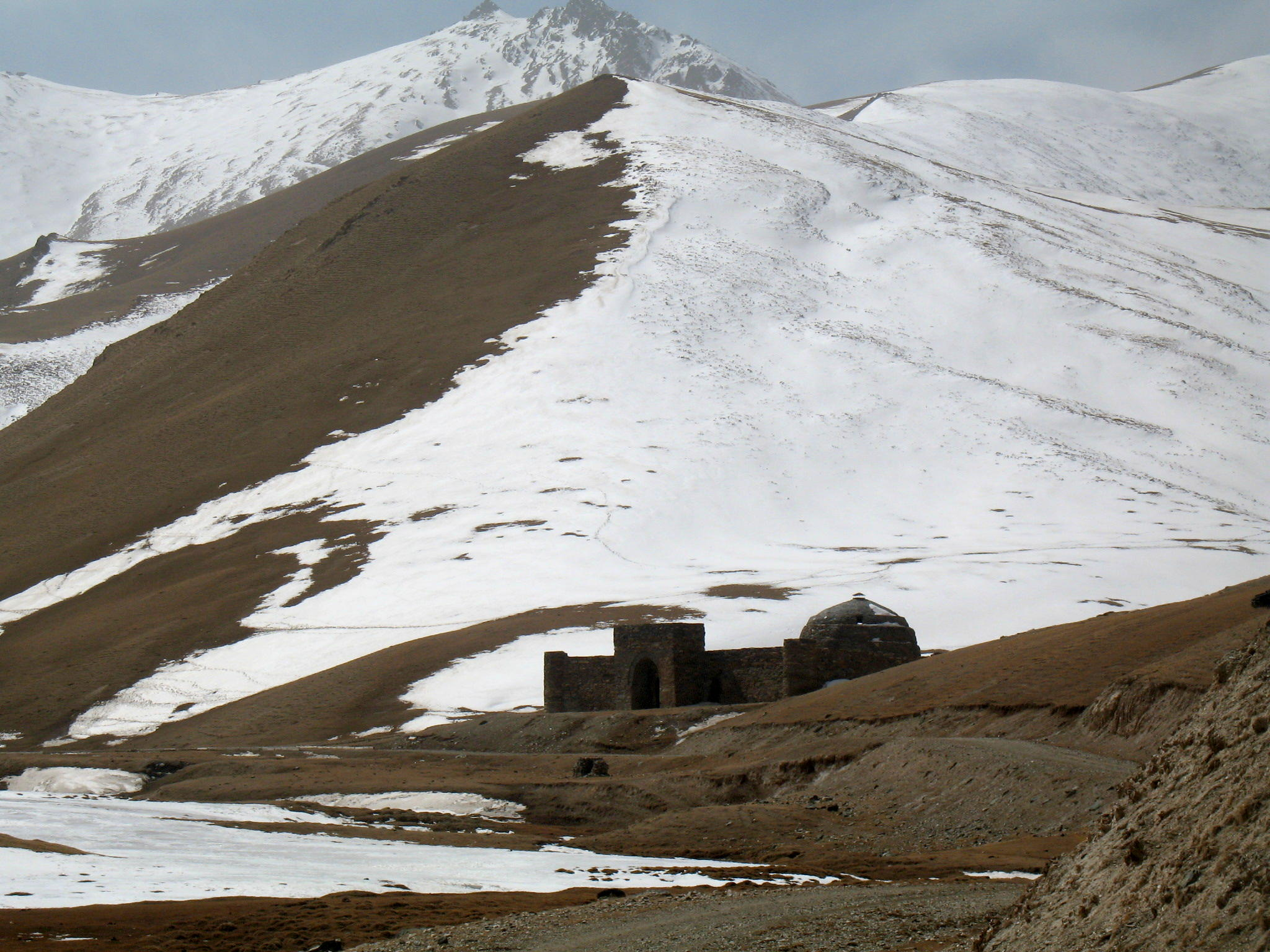
Tasch Rabat im Frühjahr

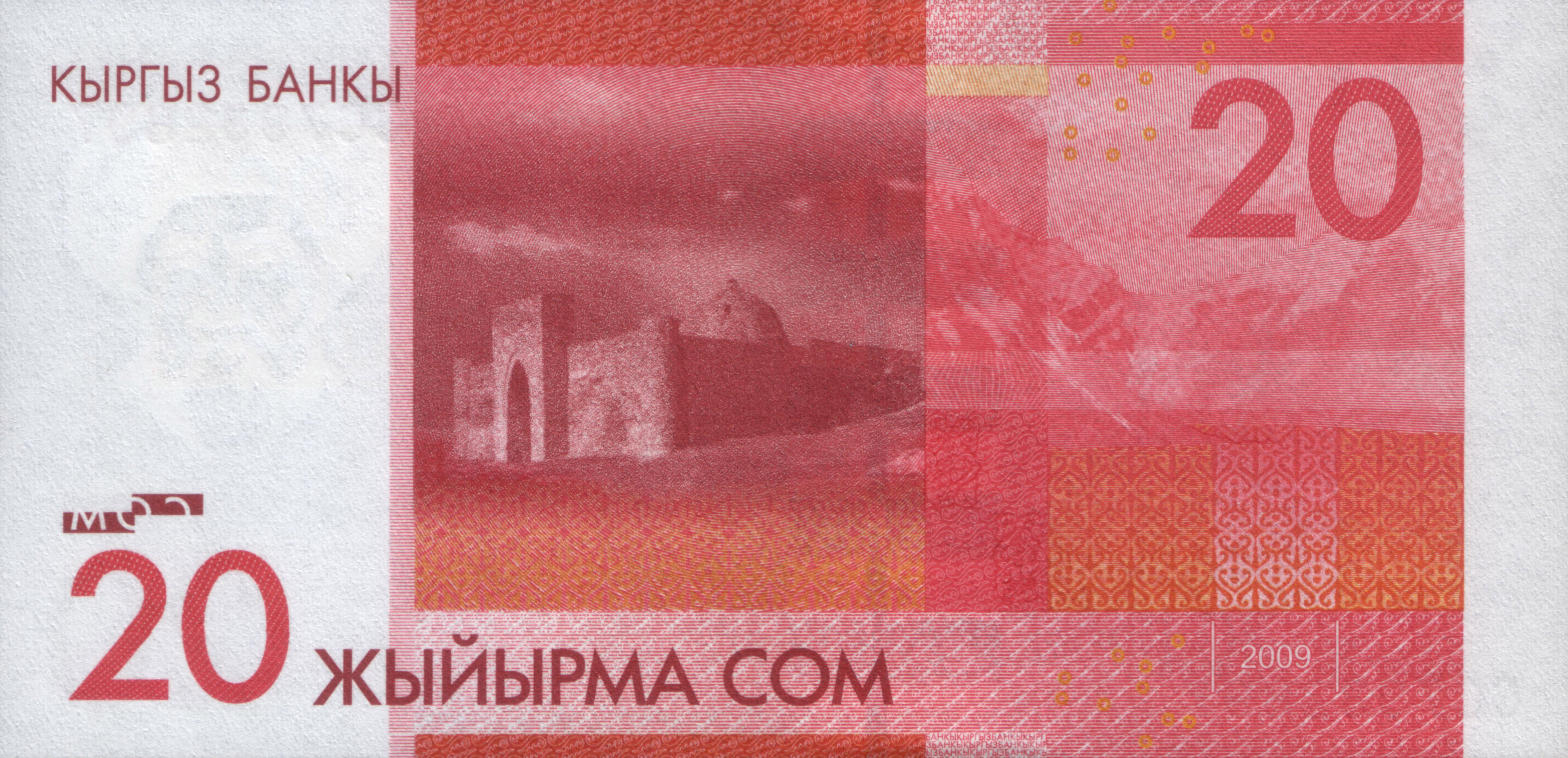
Tasch Rabat auf dem 20-Som-Schein

Tasch Rabat (kirgisisch Таш Рабат) ist eine gut erhaltene ehemalige, aus dem 15. Jahrhundert stammende Karawanserei im Landkreis At-Baschy im Oblus Naryn in der Republik Kirgisistan in Zentralasien. Der Name bedeutet „Steinerne Herberge“.

## Lage
Tasch Rabat befindet sich im südlichen Teil des At-Baschy-Gebirgszugs (Teil des Tian Shan, den „Himmlischen Bergen“), auf etwa 3105 m Höhe ca. 15 km südlich und östlich der Straße A365. Die Straße folgt dem Verlauf eines Zweigs der Seidenstraße und führt von der rund 80 km entfernten Gebietshauptstadt Naryn zum 3752 m hohen Torugart-Pass an der kirgisisch-chinesischen Grenze. Die einstige Karawanserei liegt in einem von dem Gebirgsfluss Tasch Rabat, einem Nebenfluss des Karakojun, durchflossenen Seitental und ist über eine dem Tal folgende unbefestigte Piste zu erreichen. Mit etwas Glück kann man auf den Weiden im Tal grasenden Yaks begegnen.
Etwa 20 km südlich, auf der anderen Seite einer hohen Gebirgskette, liegt der Bergsee Tschatyrköl.

## Der Bau
Der aus Bruchstein gemauerte, eingeschossige und festungsartige Bau ist teilweise in den hier flachen Berghang gebaut, und es soll an der Hangseite einen oder mehrere Fluchttunnel gegeben haben. Im Inneren ist der Bau in mehrere, teilweise untereinander verbundene Räume und Kammern unterteilt, die um einen zentralen Flur und einen daran anschließenden, von einer Kuppel überwölbten ehemaligen Gebetsraum gruppiert sind. In der Mitte der dem Tal zugewandten Seite der rechteckigen Anlage befindet sich der einzige Eingang durch ein spitzbogiges Portal in einem massiven, vorspringenden Torbau, der den Rest der Anlage (ausgenommen die Kuppel) überragt. An beiden Ecken der Talseite stehen runde, den Hauptbau nur unwesentlich überragende Türme. Das flache Dach ist von einer knapp brusthohen Mauer umgeben.

## Geschichte
Es heißt, die Karawanserei sei an der Stelle oder auf der Grundlage eines einstigen, im 9. oder 10. Jahrhundert nach Christus errichteten ostsyrischen Klosters gebaut worden, als mit christlichen Händlern auch deren Religion entlang der Seidenstraße bis zu den Uiguren im heutigen Xinjiang Ausbreitung fand, dann aber unter Timur Lenk (Tamerlan) und den Timuriden im 14. Jahrhundert in Zentralasien praktisch vollständig vernichtet wurde. Laut einer anderen Version soll es sich ursprünglich um ein buddhistisches Kloster gehandelt haben.
Wegen seiner Nähe zu einem Zweig der Seidenstraße wurde der Ort nach dem Untergang des Klosters dann als Karawanserei genutzt. Sie war ein Haltepunkt und Schutzort gegen Schneestürme und Banditen für Karawanen und Reisende zwischen Kaschgar in Xinjiang einerseits und dem Yssyk-Köl-See in Kirgisistan und dem Ferghanatal andererseits.
Heute ist Tasch Rabat, 1984 vollständig renoviert, eine Touristenattraktion. In unmittelbarer Nähe kann man in einem der benachbarten Jurten-Camps übernachten.

## Besonderes
Tasch Rabat ist auf der Rückseite des 20-Som-Geldscheins der 2009-Serie der Kirgisischen Republik abgebildet.